# Voisin 10
Le Voisin X (parfois écrit Voisin 10) était un biplan français à hélice propulsive et à deux places qui a été construit en deux versions, l'une équipée d'un canon Hotchkiss (en) de 37 mm (1,46 po) (le LBR ou X Ca.2 ), et l'autre comme bombardier de nuit conventionnel (le LAR ou X Bn.2 ). Des problèmes avec le moteur Peugeot du précédent Voisin VIII ont conduit à l'installation d'un nouveau moteur Renault 12F plus puissant et plus fiable, mais le nouvel avion était par ailleurs presque identique au VIII.  Malgré son obsolescence, il équipe l'essentiel des escadrilles de bombardiers de nuit de première ligne jusqu'à la fin de la Première Guerre mondiale.

## Développement
Avec l'échec des concours de bombardiers de 1915 et 1916 à produire des types utilisables pour remplacer le Voisin V, Voisin a été invité à produire un type provisoire en attendant le développement de la prochaine génération de bombardiers.  Cela a commencé avec le Voisin VII qui était lui-même un V agrandi, mais était sous-alimenté,  et a été bientôt suivi par le Voisin VIII, qui a souffert de graves problèmes de fiabilité. Comme pour le VIII, deux versions devaient être construites, un bombardier de nuit et un avion armé d'un gros canon Hotchkiss à un coup de 37 mm (1,457 po).  Au moment où le X est apparu, le canon s'était avéré peu utile et la plupart de ceux construits en tant que LBR/Ca.2 ont été convertis en bombardiers avec canons retirés. Sur les LBRs équipés du canon, le pilote était installé sur le siège arrière, tandis que dans le LAR, le pilote était assis sur le siège avant, et l'occupant arrière pouvait être équipé d'une mitrailleuse légère telle que la Lewis. Sur certains aéronefs, le canon de l'observateur était monté sur un anneau incliné vers l'avant pour faciliter la progression contre le vent.
Comme les précédents Voisins remontant au Voisin III, le Voisin VIII avait une structure en tube d'acier pour assurer une résistance adéquate, recouverte de tôle d'aluminium sur la nacelle du fuselage et de toile enduite sur les surfaces de vol. Le fuselage était de section carrée, sans tentative de réduction de la traînée. Les ailes à 3 baies avaient une corde constante et des pointes carrées, et les ailes supérieures avaient une envergure légèrement supérieure à celle des ailes inférieures. La queue cruciforme était montée sur des flèches qui se rétrécissaient en vue en plan jusqu'à un bord vertical qui formait le gouvernail. Le gouvernail et la gouverne de profondeur  étaient aérodynamiquement équilibrés et n'avaient pas de surfaces fixes. Fait inhabituel pour l'époque, et parce qu'il n'avait pas de patin pour l'arrêter, il était équipé de freins à tambour sur les roues arrière.  Comme le Voisin VIII, le X était équipé de deux grands réservoirs de carburant en forme de larme montés sur des jambes de force qui pouvaient être largués en cas d'incendie.  De plus, comme pour le VIII, le X était généralement équipé de grandes cheminées d'échappement individuelles dépassant de l'aile supérieure. En raison du passage d'un V-8 à un V-12, il y avait des pipes supplémentaires, et certains exemplaires avaient un silencieux installé. Un petit contrepoids aérodynamique supplémentaire était parfois également ajouté au bas du gouvernail.

## Histoire opérationnelle
Les premiers Voisin X  entrés en service étaient les VB.114 fin 1917. 
En raison de leurs performances médiocres par rapport aux chasseurs, lorsque l'opposition était anticipée, les opérations étaient menées de nuit. Les Voisin X étaient donc principalement utilisés comme bombardiers de nuit, attaquant à la fois des cibles stratégiques telles que les gares de triage, ainsi que pour effectuer des missions tactiques, telles que la suppression des mouvements de troupes ennemies.  Sept Bombing Groups ( Groupes de Bombardement ) ont été formés à cet effet.  Les Voisin X ont également été utilisés pour la reconnaissance nocturne, pour laquelle six escadrilles ont été spécifiquement formées pour ce rôle. 
À partir de juillet 1918, le Voisin a commencé à être épaulé par le Farman F.50 dans le service de première ligne français, les avions survivants étant transférés dans des unités de deuxième ligne nouvellement créées, mais des exemplaires sont restés en service de première ligne jusqu'après l'armistice. Des appareils équipaient encore un certain nombre d'unités en 1920 mais étaient alors en cours de liquidation.

### Aérochir
Alors que Britanniques et Américains expérimentaient des ambulances aériennes, transportant une seule civière dans un Curtiss Jenny (en) ou un Airco DH.4, en France, un Voisin X a été converti en un hôpital volant mobile complet, l'Aerochir, doté d'appareils à rayons X (en) et d'autres équipements modernes pour une salle d'opération à service complet, afin de mieux supporter les conditions du champ de bataille mobile créées par l'introduction de la guerre des chars.

### Drone/pilote automatique
En 1918, un Voisin X effectue un vol entièrement automatisé de 100 km sans assistance humaine.  Un pilote avait été prévu en renfort mais n'a pas été jugé nécessaire. Quatre gyroscopes Sperry actionnaient des servomoteurs électriques qui contrôlaient les surfaces de vol et l'accélération du moteur. Pendant le vol, il a changé plusieurs fois d'altitude et de direction, sur la base d'un parcours préprogrammé réglé avec une série d'interrupteurs. Les essais ont repris en 1923, pour une utilisation prévue comme pilote automatique.

## Variantes

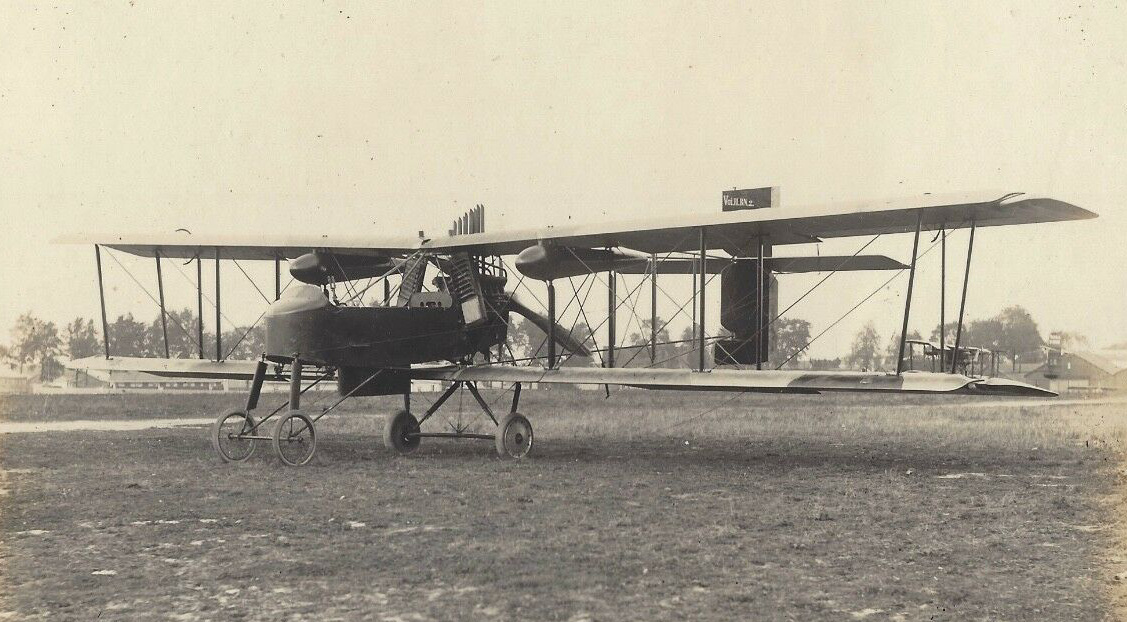
Voisin XI Bn.2

### Voisin X
- 280 ch (210 kW) Renault 12Fe
  - E.54 - désignation d'usine pour le prototype
  - Voisin X Bn.2 - désignation officielle du bombardier de nuit
  - Voisin X Ca.2 - désignation officielle du chasseur armé de canon
  - Voisin LAR - désignation d'usine pour le bombardier de nuit X Bn.2
  - Voisin LBR - désignation d'usine pour X Ca.2 armé de canon

### Voisin XI
- Développement avec un moteur de 350 ch (260 kW) Panhard 12Bc et modifications mineures des proportions  seulement environ 10 construits

## Opérateurs
France
- Aéronautique Militaire
  - Reconnaissance de nuit
    - Escadrille VR.290 (8th Escadrille 4th RAO postwar)[3]
    - Escadrille VR.291[5]
    - Escadrille VR.292[5]
    - Escadrille VR.293[5]
    - Escadrille VR.294[5]
    - Escadrille VR.295[5]
    - Escadrille VR.296[5]

  - Bombardement
    - Group de Bombardement 1 (GB 1)
      - Escadrille V.25[5]
      - Escadrille VC.110[5]
      - Escadrille VB.114[5]
      - Escadrille VC.116[5]
      - Escadrille VB.135[5]
      - Escadrille VB.136[5]
      - Escadrille VB.137[5]

    - Group de Bombardement 3 (GB 3)
      - Escadrille VB.109[5]
      - Escadrille VB.113[5]

    - Group de Bombardement 7 (GB 7)
      - Escadrille VR.118[5]
      - Escadrille VR.119[5]
      - Escadrille VR.121[5]

    - Group de Bombardement 8 (GB 8)
      - Escadrille VB.109[5]
      - Escadrille VC.116[5]
      - Escadrille VB.125[5]

    - Group de Bombardement 9 (GB 9)
      - Escadrille VB.125 (briefly)[5]

    - Group de Bombardement 10 (GB 10)
      - Escadrille VB.101[5]
      - Escadrille VC.116[5]
      - Escadrille VB.133[5]

    - Group de Bombardement 51 (GB 51)
      - Escadrille VB.135[5]
      - Escadrille VB.136[5]
      - Escadrille VB.137[5]
      - scadrille VR.293[5]

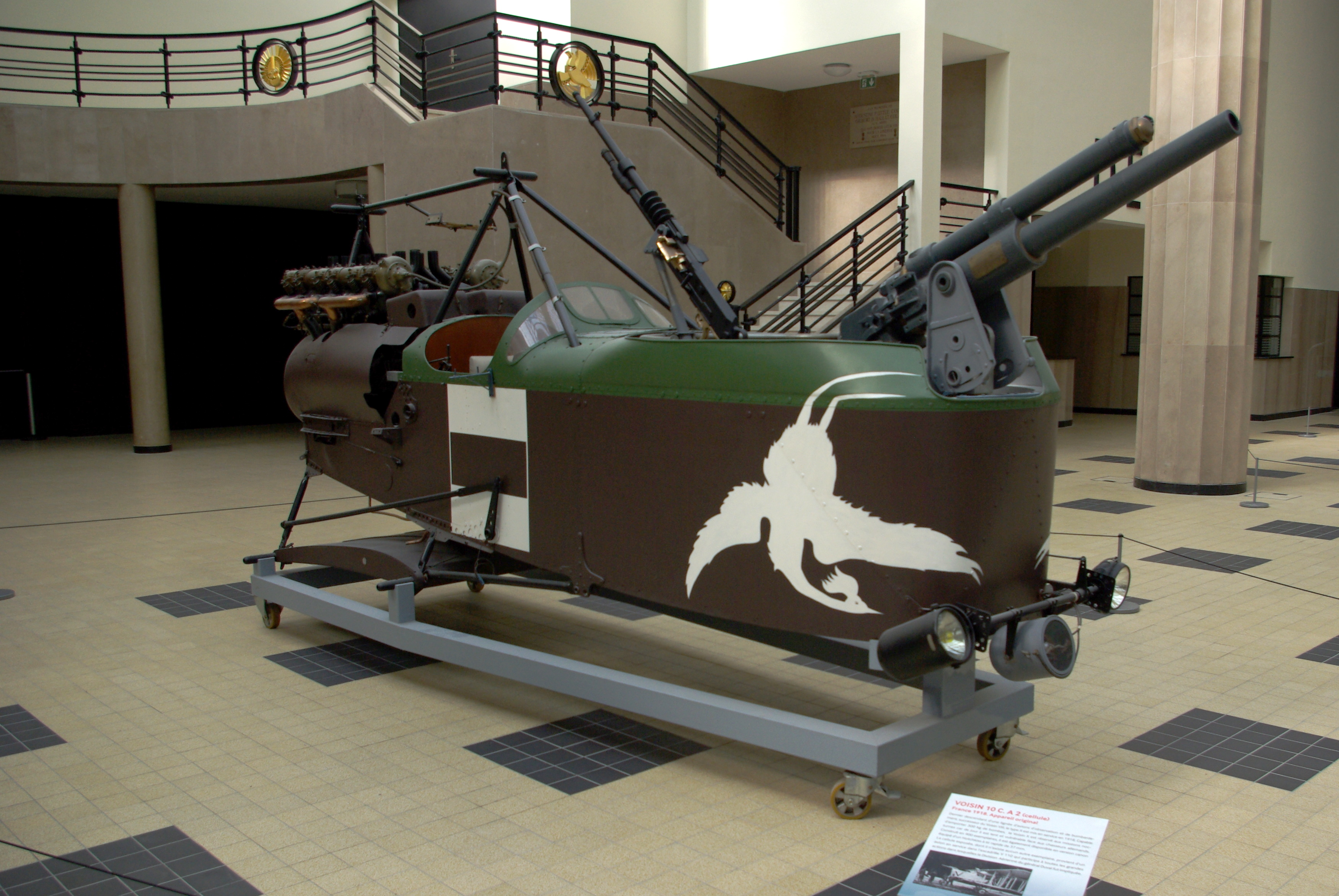
Fuselage du Voisin X/LBR au Musée de l'air et de l'espace montrant le canon de 37 mm

  - Théâtres d'Opérations Extérieurs (TOE) Overseas Theatres (mostly North Africa)
    - Escadrille VR.541[5]
    - Escadrille VR.542[5]
    - Escadrille VR.543[5]
    - Escadrille VR.547[5]
    - Escadrille VR.551[5]
    - Escadrille VR.552[5]
    - Escadrille VR.553[5]
    - Escadrille VR.554[5]
    - Escadrille VR.555[5]
    - Escadrille VR.556[5]
    - Escadrille VR.557[5]
    - Escadrille VR.558[5]
    - Escadrille VR.571[5]

 Tchécoslovaquie
- quatre  exemplaires utilisés par 4 Letecka Setnina et Letecke Dilny, tous deux à Cheb après-guerre[8].

 États-Unis
- L'American Expeditionary Force  a exploité deux exemplaires comme avion école en 1919[8].

### Développement lié
- Voisin VIII

### Aéronefs comparables
- Breguet Bre.12 (en)
- Farman F.40
- Royal Aircraft Factory FE.2
- Savoia-Pomilio SP.3 (en)